# Espinosilla de San Bartolomé
Espinosilla de San Bartolomé es una localidad del municipio burgalés de Las Hormazas, en la Comunidad Autónoma de Castilla y León (España). 
La iglesia está dedicada a san Millán abad.

## Localidades limítrofes
| Noroeste: Hormazuela | Norte: Bustillo del Páramo        |                          |
| Oeste: Borcos        |                                   | Este: Ruyales del Páramo |
|                      | Sur: Espinosilla de San Bartolomé | Sureste: Los Tremellos   |

## Demografía
Evolución de la población
| Gráfica de evolución demográfica de Espinosilla de San Bartolomé entre 2000 y 2021 |
|                                                                                    |
| Población de derecho (2000-2017) según el padrón municipal del INE                 |

## Historia
Así se describe a Espinosilla de San Bartolomé en el tomo VII del Diccionario geográfico-estadístico-histórico de España y sus posesiones de Ultramar, obra impulsada por Pascual Madoz a mediados del siglo XIX:

Villa con ayuntamiento en la provincia, partido judicial, audiencia territorial y capitanía general de Burgos (5 leguas); Situada entre varias cuestas, donde la combaten los vientos del E y O; su clima es sano, y las enfermedades más comunes fiebres y constipados. Tiene 12 casas, la consistorial, un palacio perteneciente al señor conde de Berberana, dos calles, escuela de primeras letras abierta solamente en alguna temporada del año, cuyo maestro no tiene más dotación que 12 ó 14 fanegas de trigo satisfechas por los alumnos, iglesia parroquial (San Millán) servida por un cura párroco, cementerio inmediato a la parroquia, una ermita fuera del pueblo dedicada a San Bartolomé, un paseo con algún arbolado de nogales, chopos y olmos, y 8 fuentes en el término, todas de buenas aguas. Confina N las Hormazas; E Ruyales; S los Tremellos, y O Bustillo. El terreno es en la mayor parte de buena calidad, comprendiendo un monte de encinas con varias plantas de acebo, y otro más pequeño de monte bajo y algunas matas de boj; lo baña un arroyo de escaso caudal llamado de las Navas, que tiene origen en su mismo término. Los caminos son de pueblo a pueblo, encontrándose una venta en el que conduce a Ruyales; la correspondencia se recibe por el valijero de Villadiego los domingos, y sale los sábados. Producciones: trigo, cebada, yeros, avena, lino, patatas y algunas legumbres; ganado vacuno y lanar; caza de liebres y perdices; y pesca de tencas en un estanque. Industria: la agrícola y un molino harinero. Población: 7 vecinos, 18 almas. Capital productivo: 148.810 reales. Imponible: 13.006. Contribución: 877 reales 27 maravedíes.
Diccionario geográfico-estadístico-histórico de España y sus posesiones de Ultramar